# Мазівка
Ма́зівка — село в Україні, у Новослобідській сільській громаді Конотопського району Сумської області. Населення становить 464 осіб. До 2020 орган місцевого самоврядування — Мазівська сільська рада.

## Географія
Село Мазівка знаходиться за 2 км від річки Вільшанка. На відстані 1 км розташоване село Воронівка. По селу протікає пересихаючий струмок з загатою.

## Історія
12 червня 2020 року, відповідно до розпорядження Кабінету Міністрів України № 723-р «Про визначення адміністративних центрів та затвердження територій територіальних громад Сумської області», село увійшло до складу Новослобідської сільської громади.
19 липня 2020 року, в результаті адміністративно-територіальної реформи та ліквідації Путивльського району, увійшло до складу новоутвореного Конотопського району.
26 червня 2024 року уламками ворожої ракети, яка вибухнула в повітрі, знищений приватний будинок, пошкоджені вулики, вбита домашня худоба. Про такі наслідки інформує Кордон.Медіа. Люди не постраждали, повідомила голова Новослобідської громади Ольга Гаркавенко.